# تایلر پری
تایلر پری (انگلیسی: Tyler Perry؛ زادهٔ ۱۳ سپتامبر ۱۹۶۹) یک هنرپیشه، کارگردان، فیلم‌نامه‌نویس، نمایش‌نامه‌نویس، تهیه‌کننده، پدیدآور، و ترانه‌سرا اهل ایالات متحده آمریکا است. وی از سال ۱۹۹۲ میلادی تاکنون مشغول فعالیت بوده‌است.

## گزیده فیلمشناسی
از فیلم‌ها یا برنامه‌های تلویزیونی که وی در آن نقش داشته‌است می‌توان به آثار زیر اشاره کرد.
- مدیا به زندان می‌رود (۲۰۰۹)
- پیشتازان فضا (فیلم) (۲۰۰۹)
- گرانبها (فیلم ۲۰۰۹) (۲۰۰۹)
- حفاظت از شاهد مدیا (۲۰۱۲)
- الکس کراس (۲۰۱۲)
- اعمال خوب (۲۰۱۲)
- یک کریسمس مدیایی (۲۰۱۳)
- باشگاه مادران مجرد (۲۰۱۴)
- دختر گم‌شده (فیلم) (۲۰۱۴)
- لاک‌پشت‌های نینجای نوجوان جهش‌یافته: خارج از سایه‌ها (۲۰۱۶)
- بوو! یک هالووین مدیایی (۲۰۱۶)
- ستاره (۲۰۱۷)
- تیلور پری ۲! یک هالوین مادیا (۲۰۱۷)
- رنجش تیلر پری (۲۰۱۸)
- معاون (فیلم) (۲۰۱۸)
- بالا رو نگاه نکن (۲۰۲۱)